# Buzy (chanteuse)
Pour les articles homonymes, voir Buzy.
Buzy, née Marie-Claire Girod le 14 février 1957 à Metz et morte le 14 novembre 2023 à Paris,, est une auteure-compositrice-interprète française.

## Biographie

### Débuts et premiers succès
Marie-Claire Buzy entame des études de médecine, puis de lettres à Paris. Parallèlement, elle prend des cours de claquettes, discipline qu'elle enseigne et qui lui vaut ses débuts de chanteuse dans le rôle de Columbia au casting du Rocky Horror Picture Show, mis en scène par M. Michel. Elle est remarquée par Étienne Roda-Gil et signe son premier contrat d’artiste en 1980. L'année suivante, sortent son premier single, Dyslexique, et l’album Insomnies, illustré par une photo de Jean-Baptiste Mondino. D'autres titres suivent, comme Engrenage, Adrénaline et Adrian, ce dernier étant extrait de son deuxième album du même nom (accompagné d'un clip signé Hilton McConnico) ; une chanson qu'elle interprètera notamment dans la célèbre émission télévisée Champs-Élysées.

Ces premiers titres, mêlant rythmes pop/rock et New Wave, connaissent le succès, permettant à l'artiste de se faire une place dans le paysage musical français de cette époque-là.

### La consécration
En 1985 paraît son troisième album intitulé I Love You Lulu, produit notamment par Serge Gainsbourg (mixages et photos). Plusieurs singles en sont extraits comme I love you Lulu et Gainsbarre ; puis Buzy connaît la consécration avec un nouveau titre, Body Physical, qui devient un hit au printemps 1987 en atteignant la 19e place au Top 50 français. Son clip vidéo est alors diffusé régulièrement sur la récente chaîne à tendance musicale M6. Quelques mois plus tard, l'artiste publie un autre titre inédit, souvent considéré comme l'un de ses meilleurs morceaux ; intitulé Baby boum, sa diffusion médiatique sera cependant plus limitée en raison notamment de son clip (réalisé par Jean-Paul Seaulieu, qui s'était déjà occupé de celui illustrant Body Physical) alors jugé comme étant quelque peu sulfureux.

Deux ans après, paraît son quatrième LP, Rebel, dont les singles Keep cool et Shepard rencontrent encore un certain écho.

### Une carrière plus discrète
Au terme des années 1980, Buzy voit mourir son producteur Gérard Pedron, comme elle le raconte dans son autobiographie Engrenages, récit réédité en 2019 aux éditions L'Harmattan. Elle est peu à peu perdue de vue par le public, bien qu’elle n’ait jamais cessé de chanter et publier des disques : « Je n’étais plus en phase avec l’inconscient collectif ! » analysait-elle. 
En 2005, elle amorce un retour avec l’album Borderlove, composé avec ses amis Daniel Darc, Jay Alanski ou Alice Botté. Depuis le début des années 2000, elle exerce aussi comme psychothérapeute dans son propre cabinet à Paris,.
Buzy est par ailleurs l’auteure de huit des treize chansons de l’album Voie lactée de Sylvie Maréchal, paru en 1993.

### Période récente
Son 9e album (11 titres), Au bon moment, au bon endroit, paraît le 22 février 2010, avec la collaboration entre autres de Jean Fauque (parolier de Bashung), Rodolphe Burger et Gérard Manset...
En octobre 2011, sort l'album hommage Tous Buzy. Quinze artistes rock et indépendants (Clarika, Prohom, Puss In Boots, Ann'so M, Anatomie Bousculaire, Elliot, La Bestiole...) se réapproprient quinze des titres les plus emblématiques de Buzy (Adrian, Body Physical, Dyslexique, Baby Boum...). 
En 2019, paraît son dixième album, Cheval fou. « Un disque de belle tenue, à l’esprit rock, où sa remuante voix grave fait toujours des merveilles, notamment dans deux duos singuliers avec Bertrand Belin et Anna Mouglalis.» (Patrice Bardot, Libération, le 21 juin 2019).

### Mort
Buzy meurt d’ un cancer le 14 novembre 2023 à Paris, à l'âge de 66 ans.

## Discographie

### Albums
- 1981 : Insomnies
- 1983 : Adrian
- 1985 : I Love You Lulu
- 1989 : Rebel
- 1993 : Rêve éveillé
- 1998 : Délits
- 2005 : Borderlove
- 2010 : Au bon moment, au bon endroit
- 2019 : Cheval fou

### Principaux singles
- 1981 : Dyslexique / Osmose (j’vais pas mourir)
- 1981 : Engrenage / Sweet lullaby
- 1983 : Adrian / Prologue
- 1983 : Adrénaline / Bleu
- 1986 : Body Physical / Je, I remember
- 1986 : Body Physical (remix)
- 1987 : Baby boum / Stop eject
- 1988 : Baby boum (special remix club)
- 1989 : Shepard
- 1989 : Keep cool (version maxi)
- 1990 : Sweet soul / Night and day
- 1990 : Sweet soul (Goldfinger mix) / Sweet soul (Chelsea mix)
- 1993 : Le ciel est rouge (maxi avec 3 versions remix)
- 1994 : Génération
- 1994 : Les années Lula
- 1994 : La vie c’est comme un hôtel
- 1998 : Up and down
- 2000 : Délits
- 2005 : Je suis un arbre
- 2006 : Borderlove
- 2006 : Comme des papillons (avec Daniel Darc)
- 2010 : Au bon moment, au bon endroit
- 2010 : Sous X
- 2019 : Cheval fou
- 2019 : Où vont mourir les baleines (feat. Bertrand Belin)

### Principales compilations et chansons inédites
- 1992 : Gainsbarre
- 1995 : Best of
- 1997 : Les plus belles chansons françaises (Atlas) (8 reprises inédites, 1 par CD sur 8 CD séparés)
- 2007 : L'important (n'est pas d'être important) (2 CD 40 titres, avec 2 inédits - dont 1 duo avec Corine Marienneau, ex-Téléphone - et 3 titres réenregistrés ou en version inédite + livret 16 pages couleurs)
- 2011 : Tous Buzy (album hommage)

## Vidéographie
- 16 mars 2007 : Clips Story - 1981/2007, 14 vidéos : Adrian - Body Physical - Baby Boum - Shepard - Gainsbarre - Adrénaline - I love you Lulu - Keep cool - Le ciel est rouge - La vie c’est comme un hôtel - Délits - Up and Down - Je suis un arbre - Stratégie de la solitude.